# Кубок шотландской лиги 2008/2009
Кубок шотландской лиги 2008/09 — 63-й розыгрыш Кубка шотландской лиги по футболу. Соревнование началось 5 августа 2008 года и закончилось 15 марта 2009 года. Победителем турнира стал глазговский клуб «Селтик», переигравший в финальном поединке своих земляков из «Рейнджерс» со счётом 2:0 благодаря голам Даррена О’Ди и Эйдена Макгиди.

## Формат
Соревнование проводится среди 42 клубов шотландских Премьер-лиги и Футбольной лиги. В отличие от Кубка Шотландии в розыгрыше Кубка Лиги отсутствуют переигровки — если основное и дополнительное время поединка заканчивается с ничейным счётом, то победителя выявляют в серии послематчевых пенальти.
Пары соперников определяются путём «слепой» жеребьёвки без распределения по корзинам и сеяния клубов. Коллективы, победившие в первом раунде, на следующей стадии турнира играют между собой. С третьего этапа, пары вновь определяются «слепой» жеребьёвкой.
Полуфинальные встречи традиционно проводятся на стадионе «Хэмпден Парк», но в некоторых случаях могут быть сыграны на любом другом нейтральном поле по договорённости команд и Шотландской футбольной ассоциации.
Финальный матч также играется на «Хэмпден Парке».

## Календарь
| Раунд          | Дата первого матча | Матчи | Клубы   |
| -------------- | ------------------ | ----- | ------- |
| Первый раунд   | 5 августа 2008     | 14    | 42 → 28 |
| Второй раунд   | 26 августа 2008    | 12    | 28 → 16 |
| Третий раунд   | 23 сентября 2008   | 8     | 16 → 8  |
| Четвертьфиналы | 28 октября 2008    | 4     | 8 → 4   |
| Полуфиналы     | 27 января 2009     | 2     | 4 → 2   |
| Финал          | 15 марта 2009      | 1     | 2 → 1   |

## Первый раунд
Жеребьёвка первого раунда турнира была проведена 22 июля 2008 года на стадионе «Хэмпден Парк» в Глазго.
| Монтроз | 0:2      | Кауденбит                    |
| ------- | -------- | ---------------------------- |
|         | Протокол | Макгрегор 6′ · Фейрбейрн 81′ |

| Росс Каунти         | 2:3 (д.в.) | Эйрдри Юнайтед                 |
| ------------------- | ---------- | ------------------------------ |
| Долл 43′ · Харт 76′ | Протокол   | Ди Джакомо 23′ 112′ · Нобл 86′ |

| Дамбартон  | 1:1 (5:4, по пен.) | Эннан Атлетик   |
| ---------- | ------------------ | --------------- |
| Логан 115′ | Протокол           | Джек 23′ (пен.) |

| Серия пенальти:                          |     |                                                |
| Кларк · Логан · Тирнан · О’Бирн · Мюррей | 5:4 | Жардин · Джонстон · Паркер · Адамсон · Айнглис |

| Питерхэд | 0:2      | Данфермлин Атлетик        |
| -------- | -------- | ------------------------- |
|          | Протокол | Ди Джакомо 46′ · Кирк 50′ |

| Странраер                                | 3:6      | Гринок Мортон                                               |
| ---------------------------------------- | -------- | ----------------------------------------------------------- |
| Фриццель 37′ · Маккольм 72′ · Гибсон 84′ | Протокол | Макгуффи 5′ · Уэйк 12′ 85′ · Расселл 23′ 32′ · Паарталу 40′ |

| Аллоа Атлетик         | 2:0      | Элгин Сити |
| --------------------- | -------- | ---------- |
| Скотт 71′ · Келли 78′ | Протокол |            |

| Клайд                                          | 4:1      | Куинз Парк  |
| ---------------------------------------------- | -------- | ----------- |
| Маклиннан 15′ · Гибсон 63′ · Максвиган 86′ 88′ | Протокол | Харкинс 82′ |

| Альбион Роверс | 0:0 (3:4, по пен.) | Рэйт Роверс |
| -------------- | ------------------ | ----------- |
|                | Протокол           |             |

| Партик Тисл                                | 4:3 (д.в.) | Форфар Атлетик                               |
| ------------------------------------------ | ---------- | -------------------------------------------- |
| Маккиоун 39′ · Грей 70′ 97′ · Чеплейн 112′ | Протокол   | Фотерингем 13′ 112′ · Лайлли 65′ · Смит 103′ |

| Стенхаусмюир | 1:5      | Сент-Джонстон                                            |
| ------------ | -------- | -------------------------------------------------------- |
| Лав 12′      | Протокол | Ширин 23′ (пен.) · Майлн 78′ · Холмс 79′ 83′ · Харди 88′ |

| Эйр Юнайтед              | 2:1      | Бервик Рейнджерс |
| ------------------------ | -------- | ---------------- |
| Эйткен 40′ · Уильямс 45′ | Протокол | Гринхилл 23′     |

| Ист Файф | 0:3      | Брихин Сити                     |
| -------- | -------- | ------------------------------- |
|          | Протокол | Твигг 44′ · Уайт 65′ · Уорд 74′ |

| Арброт                               | 3:2      | Стерлинг Альбион    |
| ------------------------------------ | -------- | ------------------- |
| Макмуллан 48′ · Райт 64′ · Бишоп 80′ | Протокол | Грэм 5′ · Харти 63′ |

| Ист Стерлингшир | 1:2 (д.в.) | Ливингстон           |
| --------------- | ---------- | -------------------- |
| Грэм 90′        | Протокол   | Фокс 80′ · Смит 113′ |

Источник: Scottish Football League

## Второй раунд
Жеребьёвка Второго раунда состоялась 11 августа 2008 года в библиотеке «Сайнет» (англ. The Signet Library) города Эдинбург.
| Сент-Миррен                                                         | 7:0      | Дамбартон |
| ------------------------------------------------------------------- | -------- | --------- |
| Робб 18′ · Мехмет 33′ 50′ 52′ · Дорман 39′ · Дарго 75′ · Мейсон 77′ | Протокол |           |

| Ливингстон                | 2:1 (д.в.) | Сент-Джонстон |
| ------------------------- | ---------- | ------------- |
| Гриффитс 58′ · Куенка 95′ | Протокол   | Крейг 46′     |

| Данди       | 1:2      | Партик Тисл                       |
| ----------- | -------- | --------------------------------- |
| Макхейл 80′ | Протокол | Максвелл 78′ · Харкинс 87′ (пен.) |

| Хиберниан                        | 3:4 (д.в.) | Гринок Мортон                                          |
| -------------------------------- | ---------- | ------------------------------------------------------ |
| Кинан 80′ · Шилс 84′ · Пинау 91′ | Протокол   | Расселл 29′ 115′ (пен.) · Мастертон 66′ · Хардинг 118′ |

| Гамильтон Академикал                         | 3:1      | Клайд     |
| -------------------------------------------- | -------- | --------- |
| Греди 17′ · Томас 81′ · Стивенсон 90′ (пен.) | Протокол | Кларк 19′ |

| Кауденбит    | 1:5      | Данди Юнайтед                        |
| ------------ | -------- | ------------------------------------ |
| Демпстер 74′ | Протокол | Дейли 30′ 47′ 80′ · Гудвилли 41′ 60′ |

| Рэйт Роверс  | 1:3      | Фалкирк                                           |
| ------------ | -------- | ------------------------------------------------- |
| Кэмпбелл 74′ | Протокол | Хигдон 16′ · Д. Стюарт 35′ (пен.) · М. Стюарт 84′ |

| Данфермлин Атлетик | 1:0      | Аллоа Атлетик |
| ------------------ | -------- | ------------- |
| Кирк 8′            | Протокол |               |

| Арброт                       | 2:2 (2:4, по пен.) | Инвернесс Каледониан Тисл |
| ---------------------------- | ------------------ | ------------------------- |
| Тош 21′ · Селларс 87′ (пен.) | Протокол           | Вигурс 18′ · Вуд 64′      |

| Эйр Юнайтед | 0:1      | Абердин     |
| ----------- | -------- | ----------- |
|             | Протокол | Магуайр 40′ |

| Брихин Сити | 0:2      | Килмарнок             |
| ----------- | -------- | --------------------- |
|             | Протокол | Райт 58′ · Брисон 65′ |

| Харт оф Мидлотиан | 0:0 (3:4, по пен.) | Эйрдри Юнайтед |
| ----------------- | ------------------ | -------------- |
|                   | Протокол           |                |

Источник: Scottish Football League

## Третий раунд
Жеребьёвка Третьего раунда состоялась 1 сентября 2008 года на стадионе «Хэмпден Парк» в Глазго.
| Селтик                                          | 4:0      | Ливингстон |
| ----------------------------------------------- | -------- | ---------- |
| Ловенс 24′ · Самарас 64′ 85′ (пен.) · Браун 81′ | Протокол |            |

| Данди Юнайтед                | 2:0      | Эйрдри Юнайтед |
| ---------------------------- | -------- | -------------- |
| Гудвилли 33′ · Робертсон 42′ | Протокол |                |

| Данфермлин Атлетик   | 2:0      | Сент-Миррен |
| -------------------- | -------- | ----------- |
| Бейн 69′ · Уайлс 74′ | Протокол |             |

| Фалкирк                 | 2:1      | Куин оф зе Саут |
| ----------------------- | -------- | --------------- |
| Маккан 29′ · Лавелл 73′ | Протокол | Кин 58′         |

| Гринок Мортон  | 1:2 (д.в.) | Инвернесс Каледониан Тисл |
| -------------- | ---------- | ------------------------- |
| Макалистер 34′ | Протокол   | Хастингс 79′ · Аймри 111′ |

| Килмарнок                                          | 4:2      | Абердин                           |
| -------------------------------------------------- | -------- | --------------------------------- |
| Сейммон 2′ 33′ · Фернандес 12′ · Таоюил 17′ (пен.) | Протокол | Макдональд 6′ · Миллер 26′ (пен.) |

| Мотеруэлл | 1:2 (д.в.) | Гамильтон Академикал  |
| --------- | ---------- | --------------------- |
| Мерфи 66′ | Протокол   | Грэм 53′ · Эттьен 95′ |

| Партик Тисл  | 1:2 (д.в.) | Рейнджерс              |
| ------------ | ---------- | ---------------------- |
| Маккиоун 33′ | Протокол   | Бойд 25′ · Мендеш 116′ |

Источник: Scottish Football League

## Четвертьфиналы
Жеребьёвка четвертьфинальных игр состоялась 25 сентября 2008 года на стадионе «Хэмпден Парк» в Глазго.
| Данди Юнайтед | 1:0      | Данфермлин Атлетик |
| ------------- | -------- | ------------------ |
| Робертсон 16′ | Протокол |                    |

| Фалкирк     | 1:0      | Инвернесс Каледониан Тисл |
| ----------- | -------- | ------------------------- |
| Макканн 36′ | Протокол |                           |

| Рейнджерс               | 2:0      | Гамильтон Академикал |
| ----------------------- | -------- | -------------------- |
| Бойд 24′ · Лафферти 50′ | Протокол |                      |

| Килмарнок       | 1:3      | Селтик                                      |
| --------------- | -------- | ------------------------------------------- |
| Инвинчибиле 69′ | Протокол | Макдональд 11′ · Накамура 45′ · Макгиди 72′ |

Источник: Scottish Football League

## Полуфиналы
Жеребьёвка полуфинальных игр прошла 12 ноября 2008 года в Здании Шотландского парламента в городе Эдинбург. Руководили процедурой премьер-министр страны, Алекс Салмонд, представитель титульного спонсора турнира — компании «The Co-operative Insurance» и председатель парламента, Алекс Фергюссон.
| Рейнджерс              | 3:0      | Фалкирк |
| ---------------------- | -------- | ------- |
| Ново 8′ 40′ · Бойд 88′ | Протокол |         |

| Селтик | 0:0 (11:10, по пен.) | Данди Юнайтед |
| ------ | -------------------- | ------------- |
|        | Протокол             |               |

| Серия пенальти: |       | |
| Макдональд · Колдуэлл · Накамура · Робсон · Самарас · Нейлор · Кросас · Браун · Ловенс · Хинкель · Боруц · Макдональд | 11:10 | Флад · Дейли · Финни · Конуэй · Диксон · Гоми · Кеннет · Робертсон · Уилки · Ковачевич · Залуска · Флад |

Источник: Scottish Football League

## Финал
| Селтик                         | 2:0      | Рейнджерс |
| ------------------------------ | -------- | --------- |
| О’Ди 91′ · Макгиди 120′ (пен.) | Протокол |           |

## Освещение турнира СМИ
Розыгрыш Кубка шотландской лиги сезона 2008/09 в Великобритании показывался телерадиокомпаниями «BBC Scotland» и «BBC Red Button», в Ирландии — телеканалом «Setanta Sports», в Австралии — «Setanta Sports Australia».